# Kabinett Geiß I

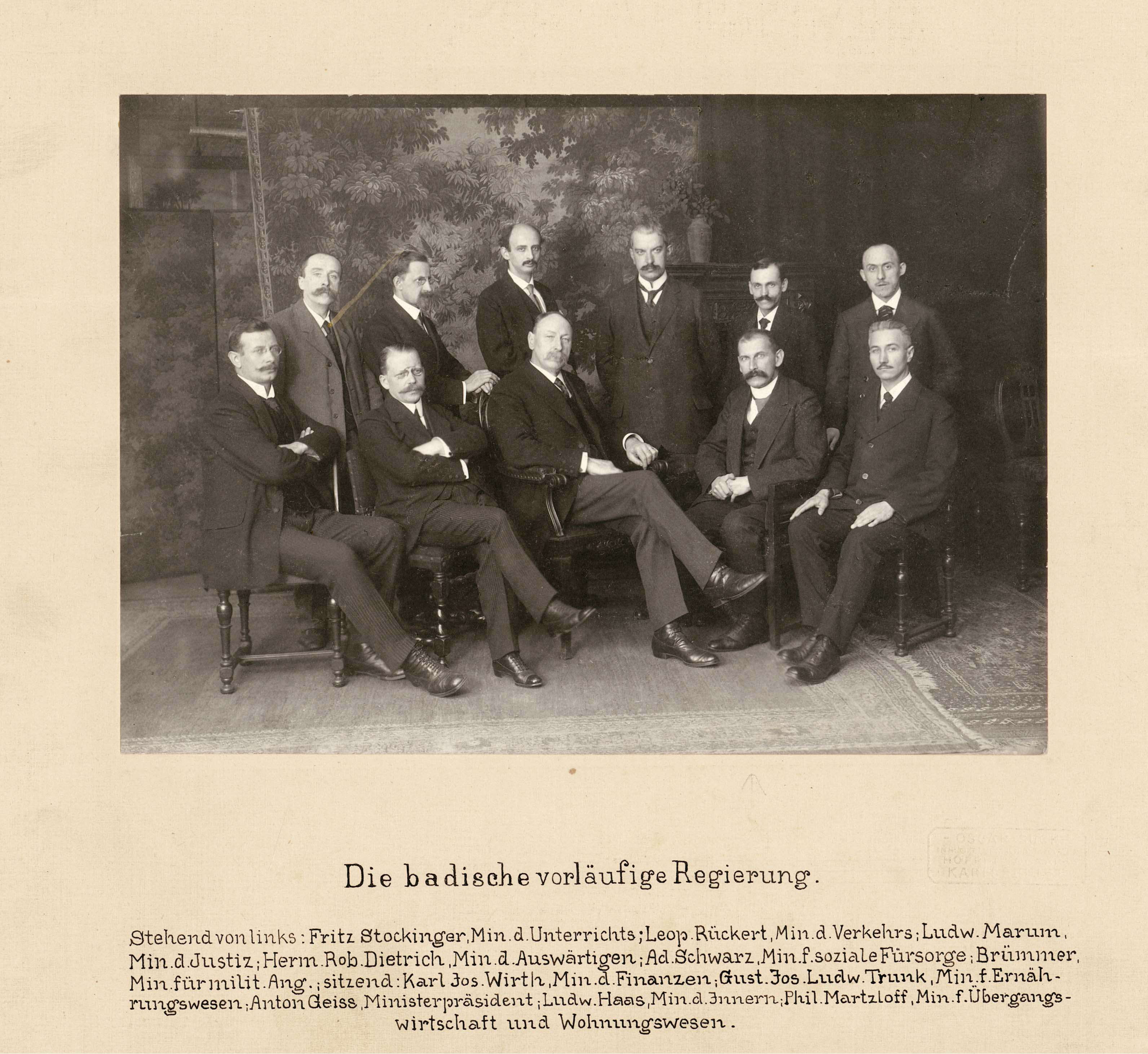
Die badische vorläufige Regierung von 1918

Das Kabinett Geiß I (offiziell Badische vorläufige Volksregierung) bildete vom 10. November 1918 bis 1. April 1919 die Landesregierung von Baden.
In der Nacht vom 9. auf den 10. November tagten in Karlsruhe der Soldatenrat und der durch den Karlsruher Bürgermeister Karl Siegrist ins Leben gerufene Wohlfahrtsausschuss gemeinsam und einigten sich auf eine provisorische Regierung.
Am 5. Januar 1919 erfolgte die Wahl zur badischen verfassunggebenden Nationalversammlung, die auf den 15. Januar zu ihrer konstituierenden Sitzung einberufen wurde. Da die USPD hier keine Mandate erhielt, erklärten deren Minister am 8. Januar ihren Rücktritt aus der provisorischen Regierung und es verblieben die Regierungsmitglieder jener Parteien, die auch in Gesamt-Deutschland die sogenannte Weimarer Koalition bildeten.
Das Ressort Soziales wurde dem Ministerium für Übergangswirtschaft und Wohnungswesen zugeordnet. Das Ministerium für militärische Angelegenheiten wurde dem Ministerpräsidenten Geiß unterstellt.
| Amt                                   | Name                                                            | Partei      |
| ------------------------------------- | --------------------------------------------------------------- | ----------- |
| Präsident                             | Anton Geiß                                                      | SPD         |
| Äußeres                               | Hermann Dietrich                                                | NLP         |
| Inneres                               | Ludwig Haas                                                     | Fortschritt |
| Justiz                                | Ludwig Marum                                                    | SPD         |
| Unterricht                            | Friedrich Stockinger                                            | SPD         |
| Finanzen                              | Joseph Wirth                                                    | Z           |
| Militär                               | Johannes Brümmer bis 8. Januar 1919 Anton Geiß geschäftsführend | USPD SPD    |
| Soziales                              | Adolf Schwarz bis 8. Januar 1919                                | USPD        |
| Übergangswirtschaft und Wohnungswesen | Philipp Martzloff                                               | SPD         |
| Verkehr                               | Leopold Rückert                                                 | SPD         |
| Ernährung                             | Gustav Trunk                                                    | Z           |